# Poliplacofore
Poliplacoforele  (Clasa Polyplacophora) cuprinde cele mai primitive organisme din încrengătura Mollusca. Denumirea clasei provine din cuvintele grecești poly = multe, placos = placă și phorein = a purta. Într-o traducere mot-a-mot, poliplacoforele ar reprezenta organisme care poartă mai multe plăci. Această denumire concluzionează caracteristicile clasei și anume: cochilie dorsală formată din mai multe plăci calcaroase (opt la număr) între care există articulații mobile. Alte caracteristici: poliplacoforele sunt amfineurieni; au respirație branhială și sunt organisme dioice. Mediul de viață  este cel marin. Un reprezentant al acestei clase este Chitonul liniat.